# Romance and Reality
Romance and Reality è un cortometraggio muto del 1912 diretto da Harry A. Pollard. Prodotto dalla Nestor Film Company, aveva come interprete Margarita Fischer, moglie del regista.

## Trama
Robert Milbank, ricco e giovane newyorkese, è innamorato di Claire Rich, appartenente anche lei alla buona società. La giovane, però, è segretamente legata a un altro uomo, cosa di cui ora comincia a pentirsi. Quando una sera Robert le dichiara il suo amore, Claire è però costretta a dirgli di essere promessa a un altro. Disilluso, Robert parte per l'Ovest. Lì prende una capanna al Green Ranch, dove diventa ben presto amico dei padroni e della loro figlia Doris. La bella Doris diventa oggetto del corteggiamento di Robert che, munito del suo fascino cittadino, ben presto fa breccia nel cuore della ragazza. Uno dei cowboy, Dick Miller, innamorato da sempre di Doris, segue quella storia con pena.

Le nozze sono fissate, la cerimonia è vicina e i begli abiti pronti. Da Claire arriva un messaggio a Robert: ha rotto il suo fidanzamento e adesso è libera. Il sentimento per Claire rinasce in Robert che non può dimenticare neanche la comune origine sociale che li unisce. Scrive una breve lettera a Dorris e cavalca via.

Inseguito dai cowboy, Robert viene riportato indietro. Il signor Green vorrebbe sparargli, ma ne viene impedito da Dorris che minaccia di uccidersi se gli faranno del male. Così Robert è libero di andarsene.

A New York, ritrova e sposa la bella ma fredda Claire mentre all'Ovest, la povera Dorris si strugge e muore per lui senza accorgersi di avere a sé vicino il fedele Dick Miller.

## Produzione
Il film fu prodotto dalla Nestor Film Company.

## Distribuzione
Distribuito dall'Universal Film Manufacturing Company, il film - un cortometraggio di una bobina - uscì nelle sale cinematografiche degli Stati Uniti il 2 dicembre 1912.